# Tennis Masters Cup 2007
Tennis Masters Cup 2007 — тенісний турнір, що проходив на кортах з твердим покриттям у місті Шанхай, КНР з 12 листопада . Був турніром серії Фінал ATP 2007 року.

## Фінальна частина

### Одиночний розряд
Роджер Федерер —  Давид Феррер 6–2, 6–3, 6–2

### Парний розряд
Марк Ноулз (тенісист) /  Деніел Нестор —  Сімон Аспелін /  Юліан Ноул 6–2, 6–3